# Българи в Мексико
Българите в Мексико са етническа група, която не присъства при преброяването на населението в страната. Според Националният институт по статистика и география (INEGI) броят на българските граждани в Мексико през 2020 г. е 276. През 2020 г. общият брой на българските граждани и на хората с произход от България се оценява официално на около 1350 души. През 2018 г. в Мексико е открито първото българско училище „Родна Реч“, разположено в град Мексико.

## Емигранти от България
През годините броят на емигрантите от България в Мексико постепенно нараства, от 237 през 2010 г. на 276 през 2020 г.
Български емигранти са:
- Леонид Георгиев – мексикански астрофизик и член на Института по астрономия на Националният автономен университет на Мексико. Роден е през 1961 г. в Лом. През 1995 г., след докторантурата си заминава за две години на посещение в Института по астрономия в Мексико, а през 1998 г. става изследовател в същия институт и остава в Мексико до края на живота си. Умира през 2012 г.[6]
- Добрина Кръстева – мексиканска актриса. Родена е през 1968 г. в София. През 1970 г. се премества в Мескико, заедно с майка си, треньорката по художествена гимнастика Стоянка Ангелова. Те се установяват в град Мексико.[7]
- Маргарита Стойчева, учен електрохимик в Автономния университет в Долна Калифорния
- Кирил Тодоров – бивш президент на Мексиканската федерация по плуване, обвинен в отклоняване на средства.[8]

## Мексиканци с български произход
- Изабел Мадоу – мексиканска актриса и модел. Родена е през 1973 г. в град Мексико. Има смесен български и испански произход.[9]

## Български евреи
- Клаудия Шейнбаум – мексиканска политичка и учен. Била е кметица на град Мексико, и е първата жена–президент на Мексико. Родена е през 1962 г. Произлиза от семействата на български и литовски евреи. Баба ѝ и дядо ѝ по майчина линия са от Пловдив и София. През 40-те години на XX век напускат България, като първо се местят в Париж, а когато Франция е окупирана от германците през Втората световна война, бягат в Мексико.[10]
- Мириам Москона – мексиканска журналистка, поетеса и преводачка. Нейните родители са сефарадски евреи от България.[11]